# Арсаго Сеприо
Арсаго Сеприо (итал. Arsago Seprio) је насеље у Италији у округу Варезе, региону Ломбардија.
Према процени из 2011. у насељу је живело 4667 становника. Насеље се налази на надморској висини од 292 м.

## Становништво
Према резултатима пописа становништва 2011. у општини је живело 4.845 становника.
| 1931. | 1936. | 1951. | 1961. | 1971. | 1981. | 1991. | 2001. | 2011. |
| ----- | ----- | ----- | ----- | ----- | ----- | ----- | ----- | ----- |
| 1.348 | 1.403 | 1.848 | 2.670 | 3.047 | 3.822 | 4.106 | 4.509 | 4.845 |